# NorthLink Ferries

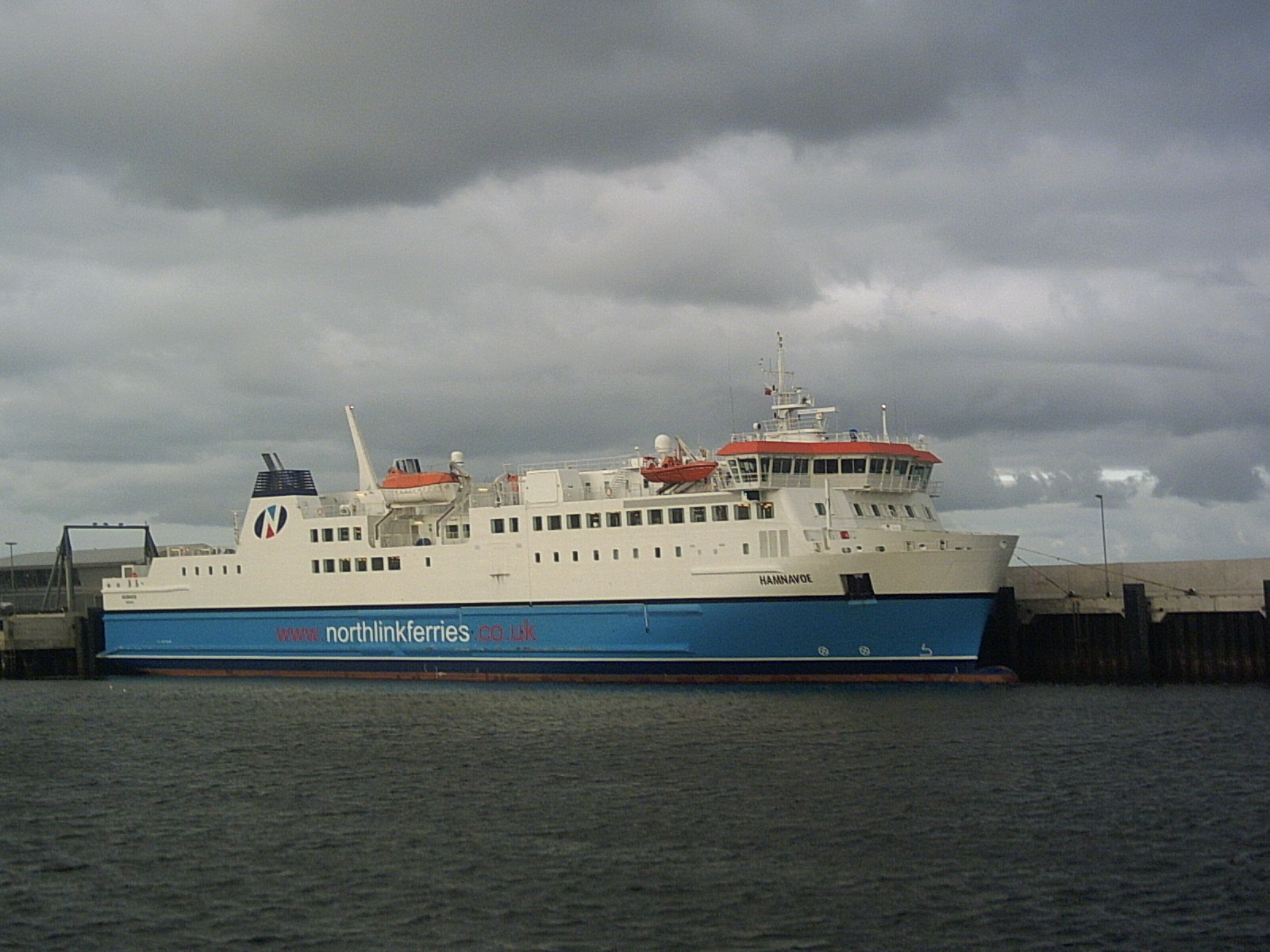
De MS Hamnavoe van NorthLink Ferries, aangemeerd in de haven van Scrabster in 2008. Het schip was toen nog in de oude kleuren en met het vorige logo van NorthLink.

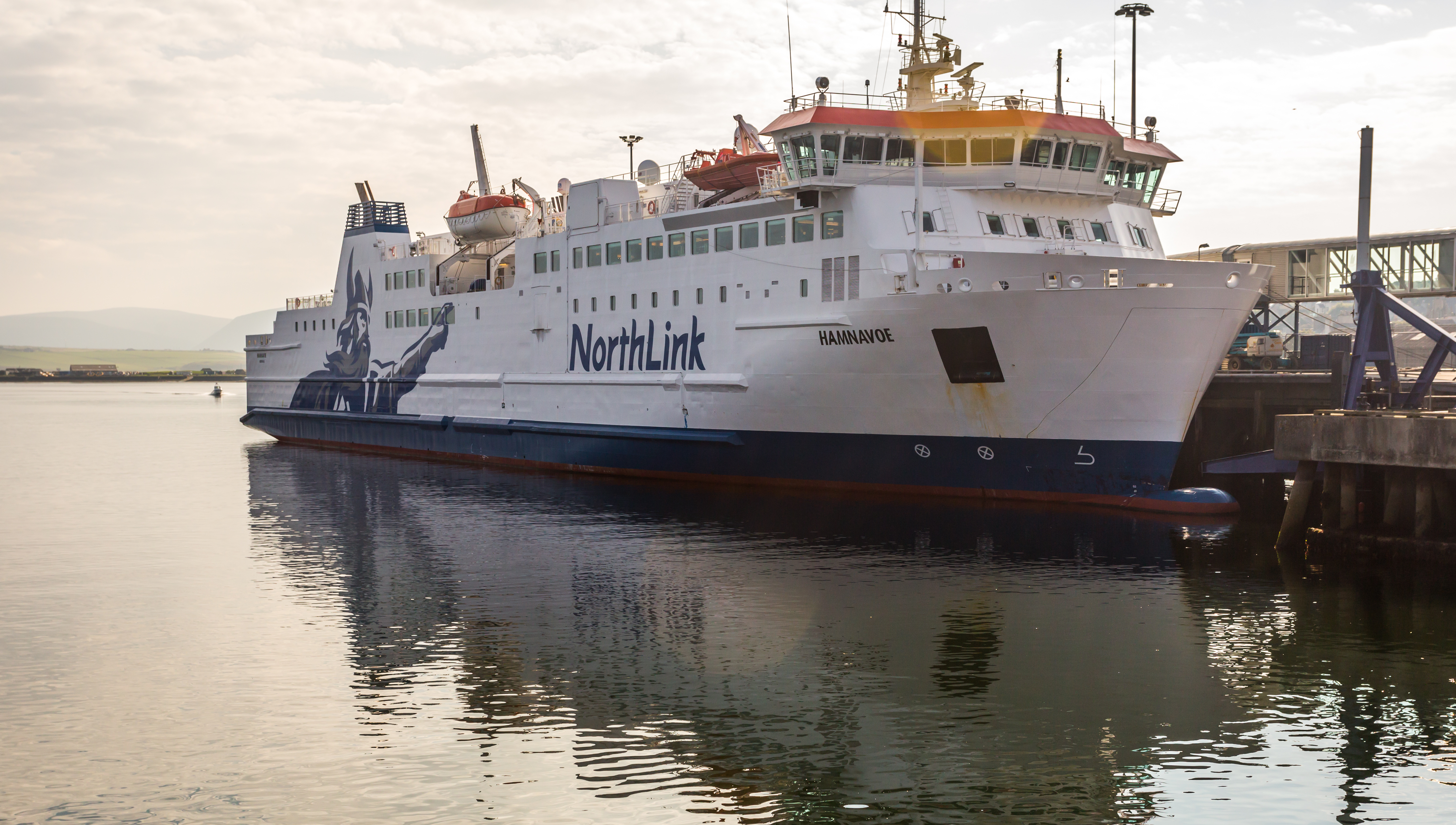
De Hamnavoe in de haven van Aberdeen in september 2014. De huidige beschildering is in voege sinds de lente van 2013 en vertoont ook het vikinglogo van NorthLink Ferries.

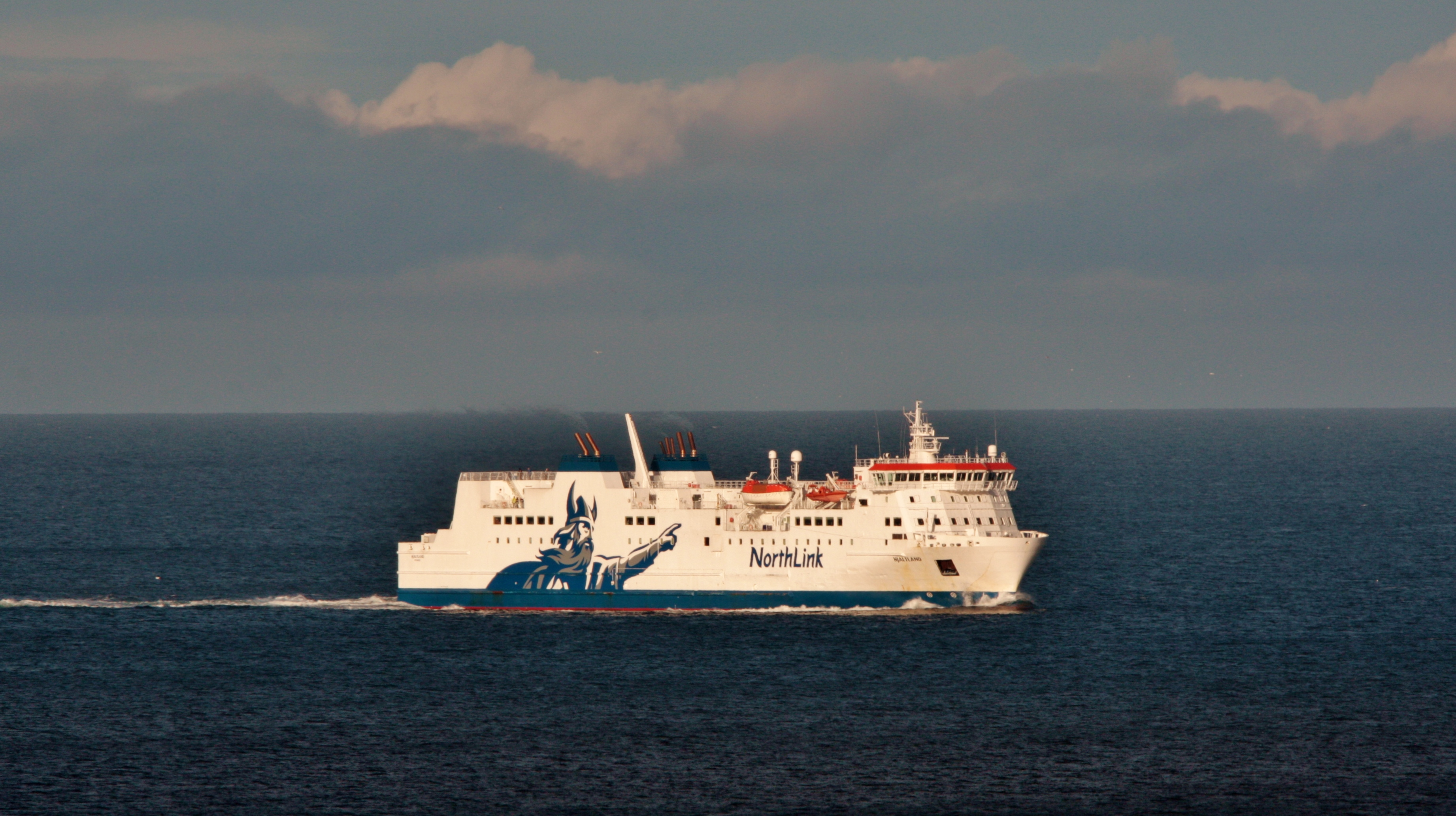
De MS Hjaltland op zee

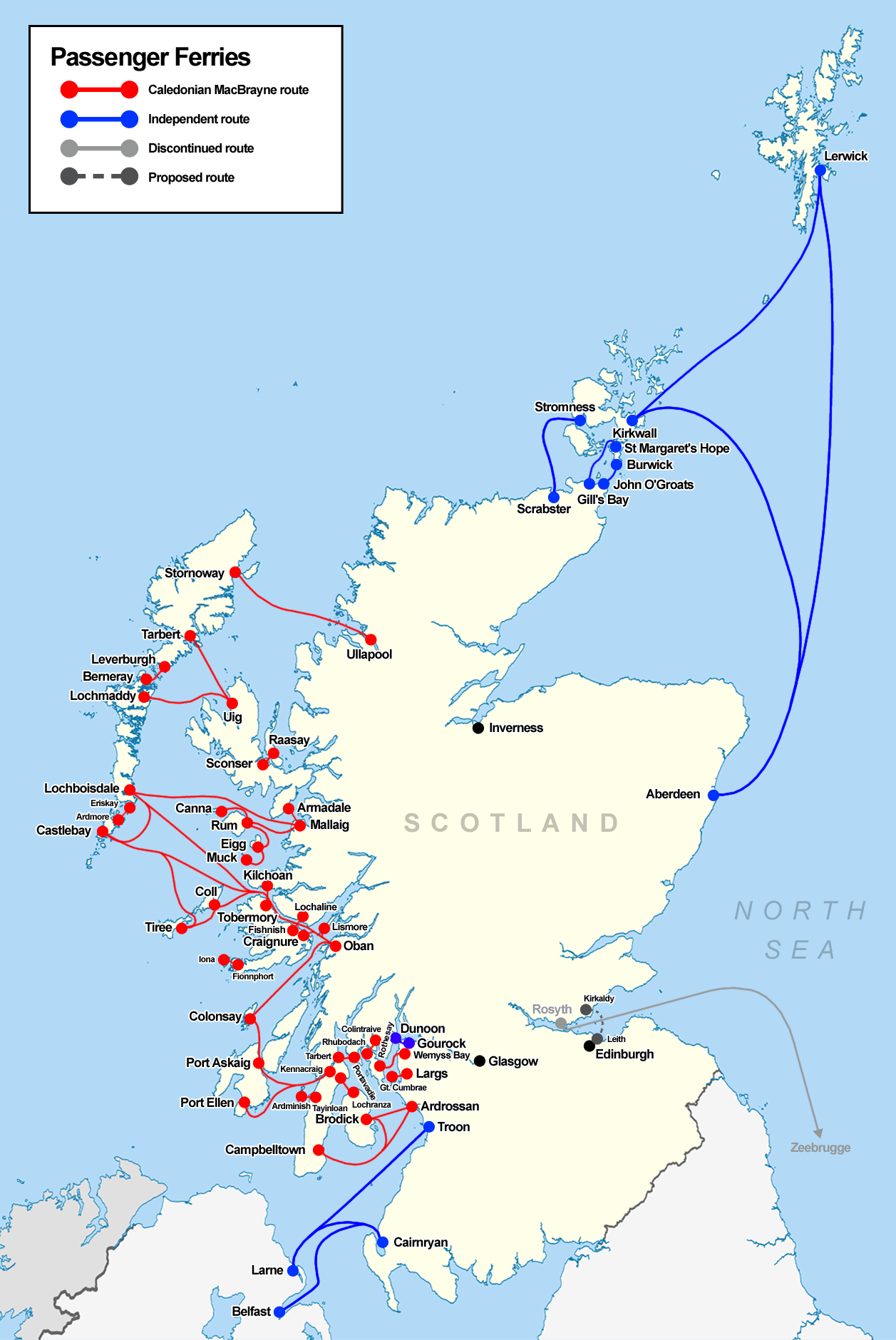
Overzicht van alle ferryverbindingen in Schotland. De lijnen uitgebaat door NorthLink Ferries zijn twee van de meerdere lijnen in blauw aangeduid ten noordoosten van het Schotse vasteland.

NorthLink Ferries (ook Serco NorthLink Ferries genoemd) is een exploitant van passagiers- en voertuigveerboten, alsmede veerdiensten, tussen het Schotse vasteland en de Noordelijke Eilanden Orkney en Shetland. Sinds juli 2012 wordt het bedrijf geëxploiteerd door en is het een dochteronderneming van het internationale dienstenbedrijf Serco.

## Routes
De Northlink Ferries verzorgen twee routes:
- De Orkneyeilanden worden bediend door een veerdienst van Scrabster in Schotland naar Stromness op het Mainland (hoofdeiland) van die archipel. De vaartijd op de route, die de zeestraat Pentland Firth overbrugt, bedraagt anderhalf uur. De dienst wordt meerdere malen per dag uitgevoerd. Aan boord is plaats voor 600 passagiers en 68 wagens. Het schip is voorzien van lounges en bars, een restaurant, een speelruimte voor kinderen, een zonnedek en een zone met spelconsoles. Er zijn ook 16 hutten voor 2 tot 4 personen, met sanitair.
- De Shetlandeilanden worden bediend door een veerdienst van Aberdeen in Schotland naar Lerwick op het Mainland van die eilandengroep. De vaartijd bedraagt 12,5 uur noordwaarts en 12 uur zuidwaarts. Sommige diensten, een paar maal per week, bedienen tussen beide havens ook Kirkwall op Mainland Orkney. Die tussenstop verlengt de vaartijd dan met twee uur. De verbinding wordt dagelijks eenmaal verzorgd met vertrek 's avonds zowel in Aberdeen als in Lerwick, vaartijd 's nachts en aankomst 's ochtends. De ferryboten bieden plaats aan 600 passagiers en 140 wagens (of een aantal vracht- en veevrachtwagens), hebben 117 slaaphutten, naast 37 bemanningshutten, lounges, restaurants, bars, kinderspeelruimte en een filmzaal aan boord, en occasioneel worden er ook liveshows opgevoerd.

## Vloot
De NorthLink vloot, niet in eigendom, bestaat uit:
- MS Hamnavoe, op de route van Scrabster naar Stromness, 112 m lang, in dienst sinds 2002.
- MS Hjaltland en MS Hrossey, zusterschepen, op de route van Aberdeen naar Lerwick via Kirkwall, 125 m lang, eveneens in dienst sinds 2002.
- MS Hildasay en MS Helliar, zusterschepen, gebruikt voor vracht en vee naar Orkney en Shetland, varend vanuit Aberdeen. Deze schepen werden in 2010 (voor de Hildasay) en 2011 (voor de Helliar) in dienst genomen voor het vaarschema van NorthLink.

Het Schotse overheidsagentschap Transport Scotland kocht in 2019 alle veerboten die Northlink inzet over van de rederij Fortress, om op die manier de beschikbaarheid van de vloot voor het bedienen van de Northern Islands te garanderen. De schepen worden sinds 2019 beheerd door het Schots overheidsagentschap Caledonian Maritime Assets. Dit agentschap is ook eigenaar van de vloot uitgebaat door Caledonian MacBrayne (vaak afgekort tot CalMac) die vele diensten verzorgt tussen de eilanden langs de westkust van Schotland en het vasteland.

## Geschiedenis
Zeilschepen van de Leith & Clyde Shipping Company bedienden al sinds 1790 de Orkneyeilanden. In 1820 kwam het tot een fusie met de Aberdeen, Dundee & Leith Shipping Company en de diensten werden sindsdien verzorgd door de Aberdeen, Leith, Clyde & Tay Shipping Company. Deze verzorgde transport vanuit Schotland naar Engeland, Nederland en de Noordelijke eilanden. In 1821 kwam er een eerste stoomboot, de Velocity en vanaf 1836 werd ook Lerwick op de Shetlandeilanden bediend. In 1875 volgde een naamswijziging naar North of Scotland, Orkney & Shetland Steam Navigation Company en voegde vanaf 1886 ook cruises naar Noorwegen aan het aanbod toe.
In 1953 werd de North Company hervormd. In de daaropvolgende 20 jaar introduceerde het roll-on/roll-off-diensten naar de Noordelijke eilanden om te voldoen aan de vraag naar snellere, kortere veerbootroutes, in plaats van de oude postboten.
In 1961 werd het bedrijf overgenomen door Coast Lines en in 1975 door P&O en in 1975 omgedoopt tot P&O Ferries (Orkney & Shetland Services). In 1989 werd het P&O Scottish Ferries en bleef het actief tot 2002. Toen nam de Schotse overheid een initiatief om de routes opnieuw te verpachten, en gunde de aanbesteding aan NorthLink Orkney and Shetland Ferries. Het was ook het einde van P&O Scottish Ferries.

## Galerij

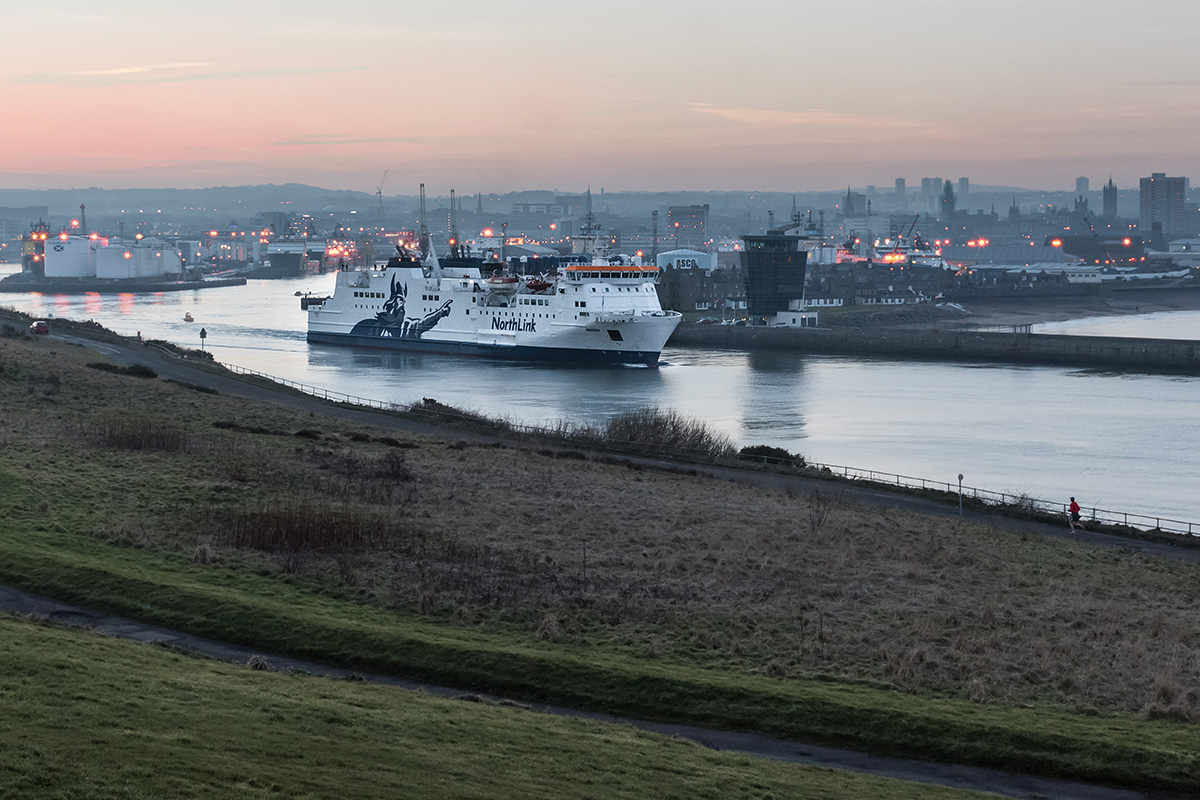
Het MS Hrossey vaart af uit de haven van Aberdeen in Schotland.
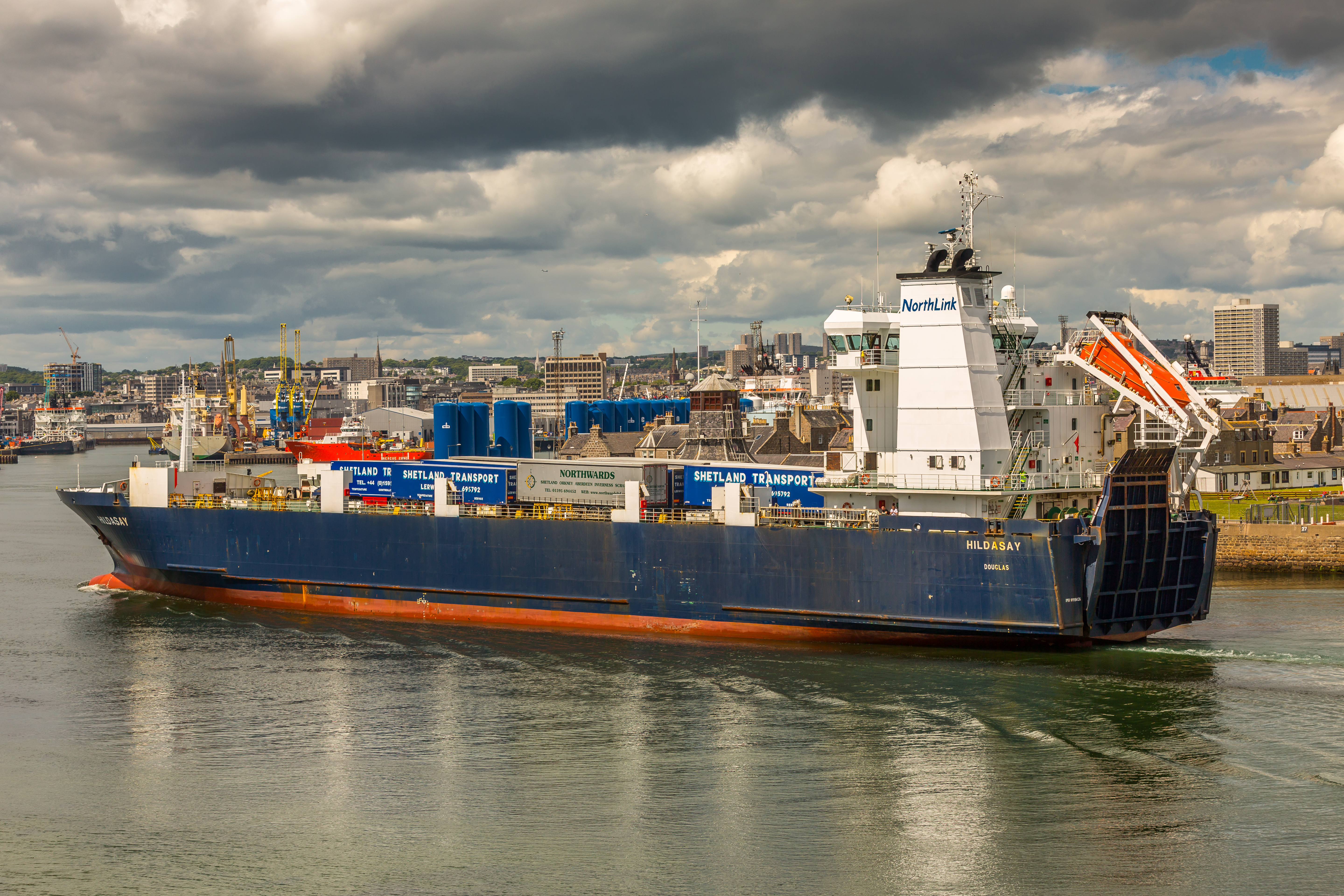
De MS Hildasay in 2016 in de haven van Aberdeen, een roro-ferry gebruikt voor vracht- en veevervoer.